# Gmina Juchnowiec Kościelny
Die Gmina Juchnowiec Kościelny ist eine Landgemeinde im Powiat Białostocki der Woiwodschaft Podlachien in Polen. Ihr Sitz ist das gleichnamige Dorf (litauisch Juchnovec Košcelnai) mit etwa 160 Einwohnern (2006). Seit 2009 besteht eine Gemeindepartnerschaft mit Weidenberg in Bayern.

## Gliederung
Zur Landgemeinde Juchnowiec Kościelny gehören 46 Dörfer mit einem Schulzenamt:
Baranki
Biele
Bogdanki
Brończany
Czerewki
Dorożki
Hermanówka
Hołówki Duże
Hołówki Małe
Horodniany
Hryniewicze
Ignatki
Ignatki-Kolonia
Ignatki-Osiedle
Izabelin
Janowicze
Janowicze-Kolonia
Juchnowiec Dolny
Juchnowiec Dolny-Kolonia
Juchnowiec Górny
Juchnowiec Kościelny
Kleosin
Klewinowo
Kojrany
Kolonia Koplany
Księżyno-Kolonia
Koplany
Kozowszczyzna
Kożany
Księżyno
Lewickie
Lewickie-Kolonia
Lewickie-Stacja
Mańkowizna
Niewodnica Nargilewska
Niewodnica Nargilewska-Kolonia
Ogrodniczki
Olmonty
Pańki
Rostołty
Rumejki
Simuny
Solniczki
Stanisławowo
Szerenosy
Śródlesie
Tryczówka
Wojszki
Wólka
Zajączki
Zaleskie
Złotniki